# ستيفن بومان
ستيفن بومان (بالإنجليزية: Steven B. Bowman)‏ هو مؤرخ أمريكي، ولد في 30 أغسطس 1942.